# Merck Serono
Merck Serono (EMD Serono en Estados Unidos y Canadá) es la división farmacéutica de Merck KGaA, compañía químico-farmacéutica cuyas oficinas centrales se ubican en Darmstadt, Alemania y con 345 años de historia. En septiembre de 2006, Merck KGaA anunció su intención de comprar la mayoría de las acciones de Serono a la familia Bertarelli. La fusión Merck-Serono se anunció el 21 de septiembre de 2006. El 5 de enero de 2007, Merck poseía la mayoría de las acciones de Serono. La nueva compañía tomó el nombre de Merck Serono International S.A.
A día 31 de diciembre de 2012, Merck Serono cuenta con 16.867 empleados en 150 países alrededor del mundo y reportaba beneficios de 6.405 millones de euros.
Merck Serono se centra en campos terapéuticos con un elevado grado de especialización, como el cáncer, la esclerosis múltiple o el tratamiento de la infertilidad. Sus productos más importantes incluyen Rebif (enfermedades neurodegenerativas); Erbitux (oncología); Gonal-f, Pergoveris y Luveris (infertilidad); Saizen, Serostim y Kuvan (endocrinología); Glucophage (cardio metabólicos); Concor (enfermedades cardiovasculares) y Euthyrox (enfermedades de la tiroides).

## Historia
La historia de Merck KGaA se remonta al año de 1668, cuando Friedrich Jacob Merck adquirió la farmacia “Engel Apotheke” o Farmacia del Ángel en Darmstadt, Alemania. Las raíces de Serono se remontan a más de un siglo, cuando el profesor Cesare Serono fundó el “Istituto Farmacologico Serono” en Roma, Italia, en el año de 1906. Desde sus inicios, Serono ha sido reconocido como un pionero en la investigación biofarmacéutica, primero con la Bioplastina, un tratamiento para el tratamiento de la anemia, y en 1949, cuando logró por primera vez la extracción de Gonadotropina, una hormona que juega un rol crucial en la reproducción. El primer niño en ser concebido gracias a un tratamiento con esta hormona nació en 1962.
La historia de Merck-Serono comienza con la adquisición de Serono, líder en biotecnología con sede en Suiza, por el grupo químico farmacéutico alemán Merck, integrando así dos compañías con un total de 400 años de experiencia en la fabricación de medicamentos.